# Kitegareut
Kitegareut /=dwellers on Reindeer Mountains,/ jedno od plemena Eskima istočno od Mackenzie na rijeci Anderson i Cape Bathurst, Kanada. Najistočnije su pleme koje je nosilo labrete (usneni nakit). Srodni su im Nageuktormiut s ušća Coppermine i Kopagmiut s rijeke Mackenzie. Jedan od ranijih naziva za njih bio je i Anderson's Lake Esquimaux.

## Vanjske poveznice
- Eskimo (Inuit)  Arhivirana inačica izvorne stranice od 26. rujna 2008. (Wayback Machine)